# Sojuz TMA-20
La Sojuz TMA-20 è stata una missione verso la Stazione Spaziale Internazionale (ISS) e parte del programma Sojuz. Il lancio è avvenuto il 15 dicembre 2010 dal Cosmodromo di Bajkonur. Il 17 dicembre, dopo due giorni di volo, la Soyuz TMA-20 attraccò alla ISS. I tre membri dell'equipaggio Soyuz TMA-20, Dmitri Kondratyev, Catherine Coleman e Paolo Nespoli rappresentavano le agenzie di Roscosmos, NASA ed European Space Agency (ESA) associate nel programma ISS ed erano i primi tre membri della Expedition 27 (gli altri tre raggiunsero la Stazione Spaziale Internazionale il 6 aprile del 2011 con la Sojuz TMA-21).
Il 24 maggio 2011, alle 02:27 UTC, la navetta atterrò senza problemi nelle steppe del Kazakistan.

## Equipaggio
| Ruolo               | Equipaggio                                             | Equipaggio                                             |
| ------------------- | ------------------------------------------------------ | ------------------------------------------------------ |
| Comandante          | Dmitrij Kondrat'ev, Roscosmos Expedition 26 Primo volo | Dmitrij Kondrat'ev, Roscosmos Expedition 26 Primo volo |
| Ingegnere di volo 1 | Paolo Nespoli, ESA Expedition 26 Secondo volo          | Paolo Nespoli, ESA Expedition 26 Secondo volo          |
| Ingegnere di volo 2 | Catherine Coleman, NASA Expedition 26 Terzo volo       | Catherine Coleman, NASA Expedition 26 Terzo volo       |

### Equipaggio di riserva
| Ruolo               | Equipaggio                   | Equipaggio                   |
| ------------------- | ---------------------------- | ---------------------------- |
| Comandante          | Anatolij Ivanišin, Roscosmos | Anatolij Ivanišin, Roscosmos |
| Ingegnere di volo 1 | Satoshi Furukawa, JAXA       | Satoshi Furukawa, JAXA       |
| Ingegnere di volo 2 | Michael Fossum, NASA         | Michael Fossum, NASA         |